# Рибинськ (Верхньокетський район)
Ри́бинськ (рос. Рыбинск) — селище у складі Верхньокетського району Томської області, Росія. Входить до складу Палочкинського сільського поселення.

## Населення
Населення — 25 осіб (2010; 29 у 2002).
Національний склад (станом на 2002 рік):
- росіяни — 86 %